# Chinese Volleyball League 2012-2013 (maschile)
La Chinese Volleyball League 2012-2013 si è svolta dall'11 novembre 2012 al 28 febbraio 2013: al torneo hanno partecipato 12 squadre di club cinesi e la vittoria finale è andata per la prima volta al Beijing.

## Squadre partecipanti
| - Bayi - Beijing - Fujian - Hebei - Henan - Guangdong | - Jiangsu - Liaoning - Shandong - Shanghai - Sichuan - Zhejiang |

## Premi individuali
| Premio                | Giocatore        | Squadra  |
| --------------------- | ---------------- | -------- |
| MVP                   | Salvador Hidalgo | Beijing  |
| Miglior palleggiatore | Wu Yiwen         | Bayi     |
| Miglior opposto       | Wang Chen        | Beijing  |
| Miglior schiacciatore | Cui Jianjun      | Henan    |
| Miglior schiacciatore | Salvador Hidalgo | Beijing  |
| Miglior centrale      | Xu Jingtao       | Bayi     |
| Miglior centrale      | Liang Chunlong   | Liaoning |
| Miglior libero        | Chu Hui          | Beijing  |
| Miglior allenatore    | Li Mu            | Beijing  |
| Miglior esordiente    | Zhong Lei        | Hebei    |

## Classifica finale
| Pos | Squadra   | Verdetto                        |
| --- | --------- | ------------------------------- |
| 1   | Beijing   |                                 |
| 2   | Bayi      |                                 |
| 3   | Henan     |                                 |
| 4   | Shanghai  |                                 |
| 5   | Liaoning  | Al campionato asiatico per club |
| 6   | Shandong  |                                 |
| 7   | Jiangsu   |                                 |
| 8   | Sichuan   |                                 |
| 9   | Guangdong |                                 |
| 10  | Zhejiang  |                                 |
| 11  | Hebei     |                                 |
| 12  | Fujian    |                                 |